# Acanthocephaloides rhinoplagusiae
Acanthocephaloides rhinoplagusiae is een soort haakworm uit de familie Arhythmacanthidae. De wetenschappelijke naam van de soort werd voor het eerst geldig gepubliceerd in 1935 door Yamaguti.